# Cruzeiro do Canal

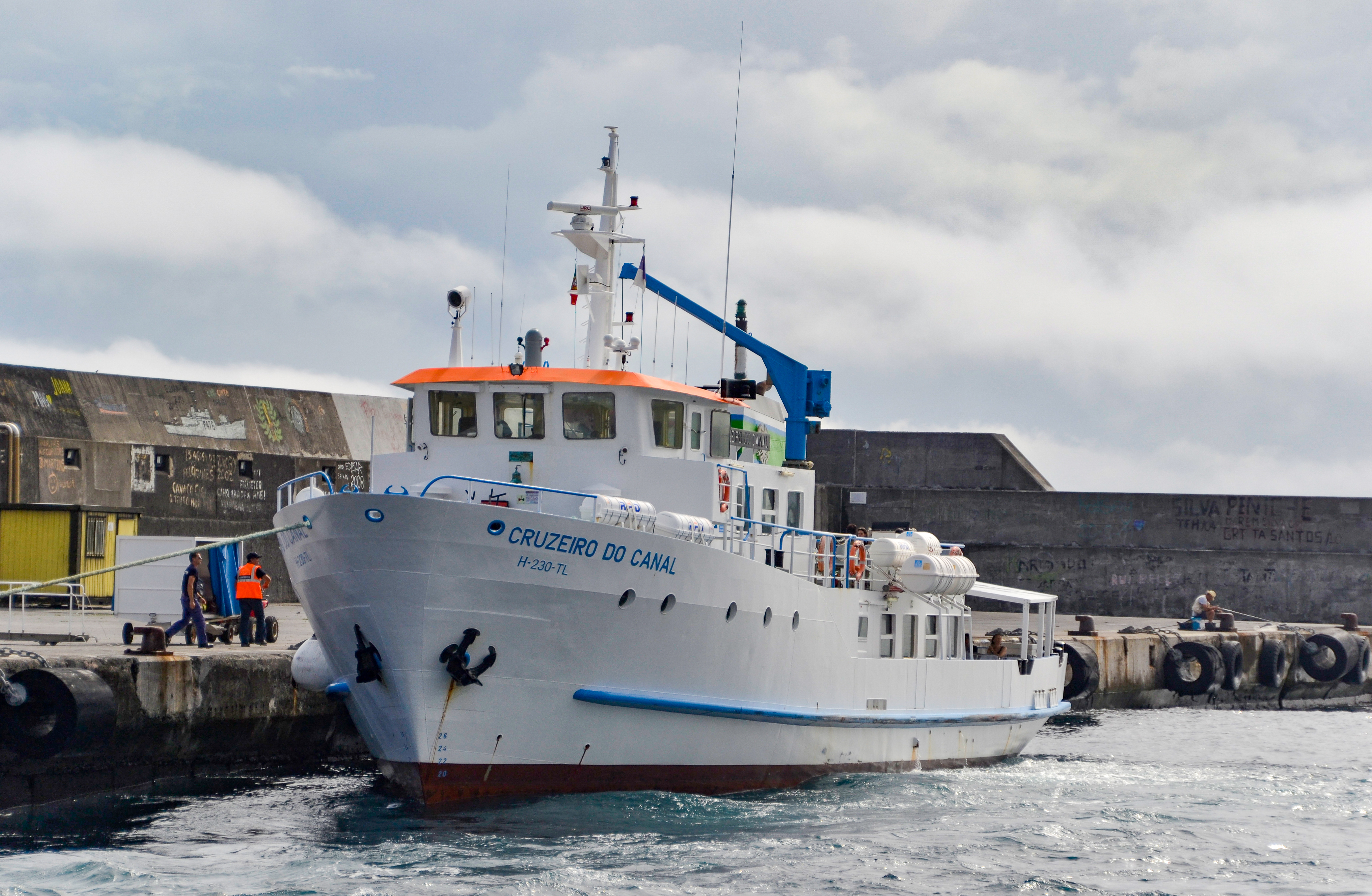
"Cruzeiro do Canal", cais da São Roque do Pico.

O Cruzeiro do Canal é uma embarcação de transporte de passageiros de Portugal. É operada pela empresa açoriana Transmaçor no transporte inter-ilhas.

## História
A embarcação foi construída nos Estaleiros São Jacinto, em Aveiro, em 1987, sob encomenda da Região Autónoma dos Açores. Batizada inicialmente como "Cruzeiro das Ilhas", entrou ao serviço nas águas do arquipélago em julho do mesmo ano.
No mês de janeiro de 1988 começou a operar ao serviço da Transmaçor, garantindo as ligações entre os portos da Horta, na ilha do Faial, e da Madalena, na ilha do Pico, no canal do Faial.

## Características
A embarcação tem capacidade para o transporte de 244 passageiros e ainda um compartimento para o transporte de 2 macas.
- Comprimento: 32,68 metros
- Boca: 8,21 metros
- Pontal: 2,75 metros
- Arqueação: 226,31 TAB
- Velocidade: 13 Nós
- Sistema Propulsor: 2 motores Cummins KTA 19-M4 522 KW 2100 rpm